# التحكم بالأسعار

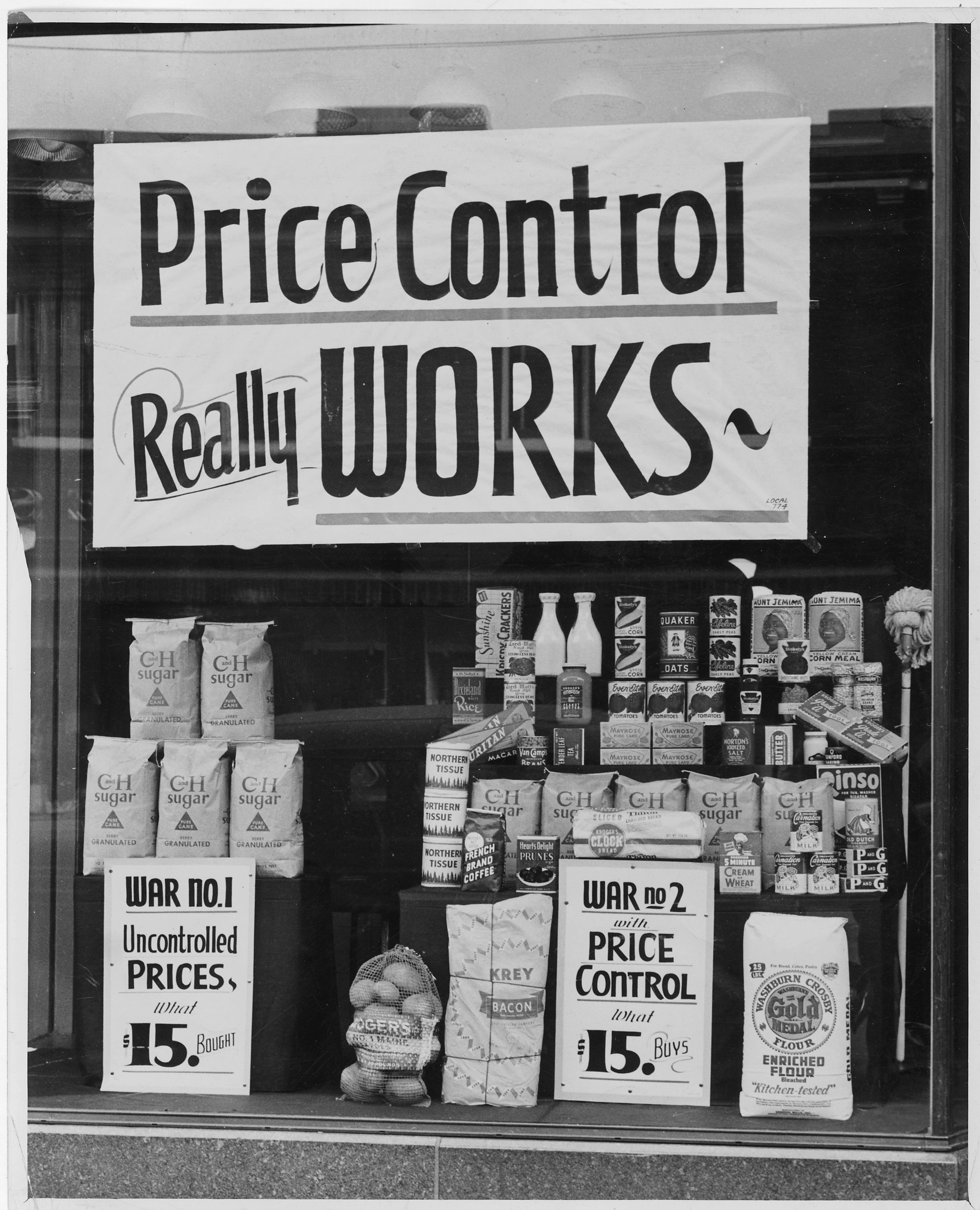

التحكم بالأسعار وهي قيود حكومية تُفرض على التجار للحفاظ على الأسعار بحيث لا يُعتمد على الفوائد والخدمات في السوق، لنية وراء تطبيق مثل هذه السيطرة يمكن أن تنجم عن الرغبة لإبقاء قابلية تحمّل الغذاء الرئيسي والسلع، لمنع زيادة الأسعار أثناء النقص أو عند التضخم البطئ ويوضع أيضاً حد أدنى للأجور.
يُعتبر التحكم بالأسعار أنه القيود التي تضعها الحكومة وتنفذها على الأسعار التي يمكن أن تُفرض عليها ضرائب لقاء البضائع والخدمات في السوق. ينشأ الهدف من تنفيذ ضوابط كهذه عن الرغبة بالحفاظ على القدرة على شراء البضائع حتى في فترات النقص وتباطيء التضخم، أو بدلًا من ذلك عن ضمان دخل أدنى لمزودي بضائع محددة أو لمحاولة تحقيق أجر معيشي. ثمة شكلان أوليان للتحكم بالأسعار، وهما سقف السعر الذي يعتبر السعر الأقصى الممكن طلبه، والحد الأدنى للسعر الذي يعتبر أقل حد من السعر يمكن طلبه. يوجد مثال معروف جيدًا عن سقف السعر وهو تنظيم الإيجار الذي يقيد الزيادات على الإيجار. ومن الأمثلة الشائعة الاستخدام عن الحد الأدنى للسعر هو الحد الأدنى للأجر (الأجور هي سعر العمالة). ومن الناحية التاريخية، فُرض التحكم بالأسعار في أغلب الأحيان ليكون جزءًا من مجموعة سياسة أكبر للدخل تقوم أيضًا بتوظيف  التحكم بالأجر وغيره من العناصر التنظيمية. وعلى الرغم من استخدام الحكومات الكبير للتحكم بالأسعار لكن خبراء الاقتصاد عادة ما يتفقون على أن التحكم بالأسعار لا يحقق الغاية المرجوة منه ويجب تجنبه عمومًا. على سبيل المثال، جاء في استطلاع عن الخبراء الاقتصاديين أن ثلاثة أرباعهم قد عارضوا العبارة القائلة «يعتبر التحكم بالأجر والسعر خيار سياسة مفيد في ضبط التضخم».

## تاريخيًا
حاول الإمبراطور الروماني ديوكلتيانوس أن يضع أسعارًا قصوى لكل البضائع في أواخر القرن الثالث بعد الميلاد لكن الأمر لم ينجح كثيرًا. وفي أوائل القرن الرابع عشر، وضع حاكم سلطنة دلهي علاء الدين الخلجي عدة إصلاحات سوقية شملت إصلاح السعر لشريحة كبيرة من البضائع بما في ذلك الحبوب والقماش والعبيد والحيوانات. وعلى أية حال، بعد أن فارق الحياة ببضعة أشهر، ألغى ابنه، قطب الدين الخلجي، هذه الإجراءات. وخلال الثورة الفرنسية، وضَع قانون الحد الأقصى العام حدود أسعار بيع الطعام وغيره من المواد الغذائية الرئيسة. تتحكم الحكومات في الاقتصادات المخططة بأسعار معظم البضائع أو جميعها، لكنها لم تحافظ على الأداء الاقتصادي العالي، واستُبدلت كليًا تقريبًا بالاقتصادات المختلطة. استُخدم التحكم بالأسعار أيضًا في العصور الحديثة ضمن اقتصادات أقل تخطيطًا، مثلًا التحكم بالإيجار. وخلال الحرب العالمية الأولى، طبقت إدارة الغذاء بالولايات المتحدة التحكم بالأسعار على الغذاء. فُرض التحكم بالأسعار في الولايات المتحدة وألمانيا النازية خلال الحرب العالمية الثانية.

### بعد الحرب
جُرب التحكم بالأسعار في عدة بلدان من أجل تقليل التضخم لكنه نادرًا ما نجح في ذلك. تدعم النظرية الاقتصادية النيوكلاسيكية الحديثة العلاج البديل بتقليل المعروض النقدي وتفترض أن التضخم النقدي يحدث بسبب استحداث النقود من قبل البنك المركزي.

#### المملكة المتحدة
أنشأت حكومة هارولد ويلسون المجلس الوطني للأسعار والدخل في عام 1965 في محاولة منها لحل مشكلة التضخم في الاقتصاد البريطاني من خلال إدارة الأجور والأسعار. أثر قانون الأسعار والدخل 1966الفصل 33 على قانون العمالة في المملكة المتحدة من ناحية مستويات الأجر وسياسات السعر. سمح للحكومة أن تبدأ بعملية تدقيق مستويات الأجور المرتفعة (كانت حينها نحو 8% في العام) وذلك من خلال البدء بالتقارير والاستفسارات وإعطاء الأوامر في النهاية من أجل التوقف الكامل. كان الهدف من ذلك إيقاف التضخم. أثبت الأمر عدم شعبيته بعد ستينيات القرن العشرين.

#### الولايات المتحدة
شُرع التحكم بالأسعار في الولايات المتحدة عدة مرات: خلال الحرب العالمية الأولى والثانية من قبل الرئيس نيكسون. شُرع التحكم بالسعر للمرة الأولى وطنيًا في عام 1906 فكان جزءًا من قانون هيبورن. بالإضافة إلى ذلك، اختارت الولايات في بعض الأحيان تنفيذ سياسات الرقابة الخاصة بها. وفي ستينيات القرن التاسع عشر، شرعت العديد من ولايات الغرب الأوسط في الولايات المتحدة، أي مينيسوتا وأيوا وويسكونسن وإلينوي، سلسلة من القوانين تُسمى قوانين غرانجر، وجاء ذلك في المقام الأول من أجل تنظيم أسعار الأجر المرتفع لشركات السكك الحديدية ومصانع الحبوب.
تتحكم كاليفورنيا بأسعار الكهرباء ضمن الولاية، التي يلومها  الخبير الاقتصادي الكونسيرفاتي توماس سويل على نقص الكهرباء العرضي الذي تمر به. قال سويل في عام 2001: «بما أن شركات المرافق العامة تدفع على الكهرباء أكثر من مما سُمح لها أن تأخذ من زبائنها فإنها تعمل بحالة دين، وتُخفض الأسواق المالية من سنداتها». وافق مجلس وضع الأسعار في كاليفورنيا على رفع المعدلات لكن ليس إلى الحد الذي كانت تدفعه الشركات في سوق الجملة من أجل كهربائها. أكد الخبير الاقتصادي لورانس ماكوفيتش قائلًا :« لقد رأينا في كاليفورنيا مسبقًا أن الحدود القصوى للأسعار على معدلات التجزئة  قد زادت الطلب وجعلت النقص أسوأ، ودفعت الحدود القصوى للأسعار أكبر مؤسسة عامة، شركة باسيفيك للغاز والكهرباء، إلى الإفلاس في غضون أربعة أشهر». بينما قال البعض أن مزودي الكهرباء قد أخذوا في السابق أجورًا تتجاوز حدود السوق، ذكرت صحيفة سان فرانسيسكو كرونيكل في عام 2002، أنه قبل انقطاع التيار الكهربائي غادر العديد من مزودي الكهرباء الولاية لأنهم استطاعوا كسب أرباح أكبر في الولايات الغربية الأخرى. دخلت لجنة تنظيم الطاقة الفيدرالية ووضعت الحدود القصوى لسعر كل ميغاواط من الطاقة الكهربائية المباعة بعد رفع الحدود القصوى لتجنب حالات قطع الكهرباء الدوارة في الأشهر الستة سابقًا. ولفترة قصيرة، قدمت ولاية هاواي  حدًا أقصى على سعر الجملة للبنزين (قانون الحد الأقصى للغاز) في مسعاها لمحاربة «التلاعب في الأسعار» في تلك الولاية في عام 2005. تم إلغاؤه في فترة قصيرة بعد ذلك، لأنه اعتُبر ضعيفًا جدًا وغير فعال.

#### فنزويلا
وفقًا لغيريش غوبتا من الغارديان، نتج عن التحكم بالأسعار قلة في البضائع الأساسية وجعل الأسواق السوداء تزدهر في عهد الرئيس مادورو.

## الحد الأدنى للسعر
يُعتبر الحد الأدنى للسعر أنه الحد أو التحكم بالسعر الذي تفرضه الحكومة أو مجموعة على كيفية وضع سعر المنتج أو البضائع أو السلع أو الخدمة. يجب أن يكون الحد الأدنى للسعر أعلى من التوازن الاقتصادي ليكون فعالًا. يعد التوازن الاقتصادي الذي يسمى عادة «سعر السوق» أنه السعر الذي تتوازن فيه القوى الاقتصادية مثل قوة العرض والطلب، وفي غياب المؤثرات الخارجية لن تتغير قيم (توازن) المتغيرات الاقتصادية، ويُوصف في غالب الأحيان بأنه النقطة التي تتوازن فيها الكمية المطلوبة مع الكمية المعروضة (في سوق تنافسي بشكل مثالي). تستخدم الحكومات الحد الأدنى للسعر لمنع أسعار محددة من الانخفاض أكثر من اللازم.
من الأمثلة الشائعة عن قوانين الحد الأدنى للسعر: قانون الحد الأدنى للسعر وإدارة العرض في الزراعة الكندية. تشمل الحدود الدنيا للسعر أيضًا الأسعار المنظمة للسفر الجوي في الولايات المتحدة قبل عام 1978 وقانون الحد الأدنى لسعر المشروبات الكحولية. تتدخل الحكومة أيضًا للتحكم بالسعر عن طريق سقف السعر؛ فتضع السعر الأقصى الذي يمكن وضعه على البضائع أو الخدمة، ومن الأمثلة الشائعة عن ذلك التحكم بالإيجار.

## السعر الأقصى
يعتبر السعر الأقصى أنه ضابط للسعر أو حد على ارتفاع السعر الموضوع على المنتج أو البضاعة أو الخدمة. تستخدم الحكومات السعر الأقصى لحماية المستهلكين من الظروف التي قد تجعل البضائع غالية بشكل محظور. قد تحدث هكذا ظروف خلال فترات التضخم العالي أو في حالة فقاعة الاستثمار أو في حالة احتكار ملكية المنتج، فيمكن لكل هذه الحالات أن تُحدث مشكلة إذا فُرضت لفترة طويلة من دون تقنين مضبوط وهو ما يؤدي إلى النقص.
قد تحدث مشاكل إضافية إذا وضعت الحكومة حدودًا قصوى غير منطقية مسببة إخفاق الشركات أو انهيار الأسهم أو حتى أزمات اقتصادية. أما في الأسواق غير المضبوطة فلا وجود للحدود القصوى للسعر. بينما تفرض الحكومات الحدود القصوى للسعر، ثمة حدود قصوى تطبقها منظمات غير حكومية مثل الشركات، مثلًا ممارسة فرض سعر إعادة البيع. ومع فرض سعر إعادة البيع، يتفق المُصنع والموزعون على قيام الموزعين ببيع منتج المُصنع بأسعار محددة (فرض سعر إعادة البيع) عند الحد الأقصى للسعر أو دونه (فرض السعر الأقصى لإعادة البيع)، أو عند الحد الأدنى للسعر أو فوقه.